# Saverdun
Saverdun, en francés, en occitano Savardun, es una localidad y comuna de Francia, en la región de Mediodía-Pirineos, departamento de Ariège, en el distrito de Pamiers. Es la cabecera y mayor población del cantón de su nombre.
Su población en el censo de 1999 era de 3.589 habitantes. La aglomeración urbana sólo incluye la propia comuna.
Está integrada en la Communauté de communes du Canton de Saverdun.